# 阿尔登霍芬
阿尔登霍芬是德国北莱茵-威斯特法伦州的一个市镇。总面积44.13平方公里，总人口13914人，其中男性7023人，女性6891人（2011年12月31日），人口密度315人/平方公里。

## 友好城市
- 法國 阿尔贝